# Cừu Phần Lan

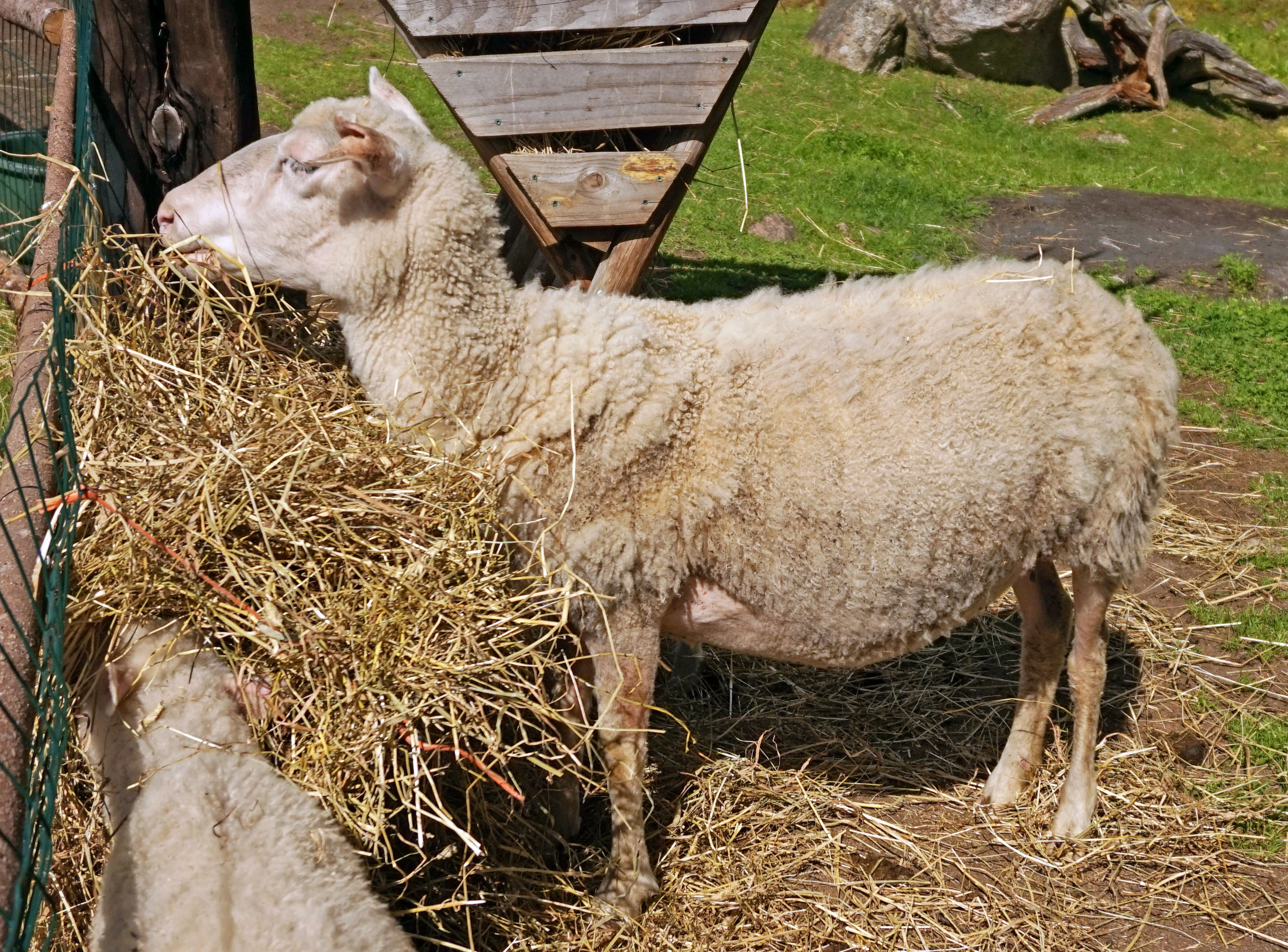
Một con cừu trắng Phần Lan

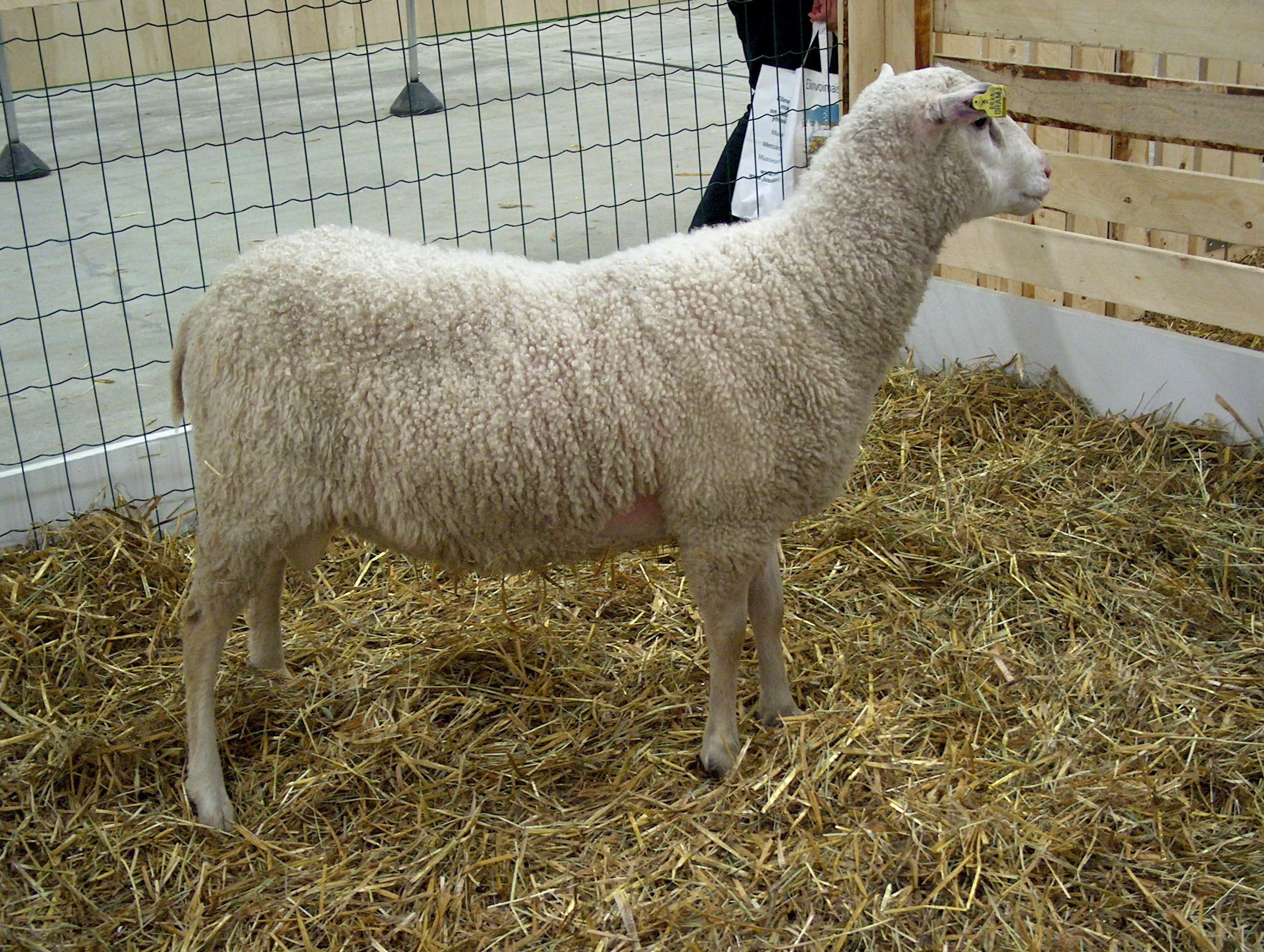
Một con cừu trắng Phần Lan

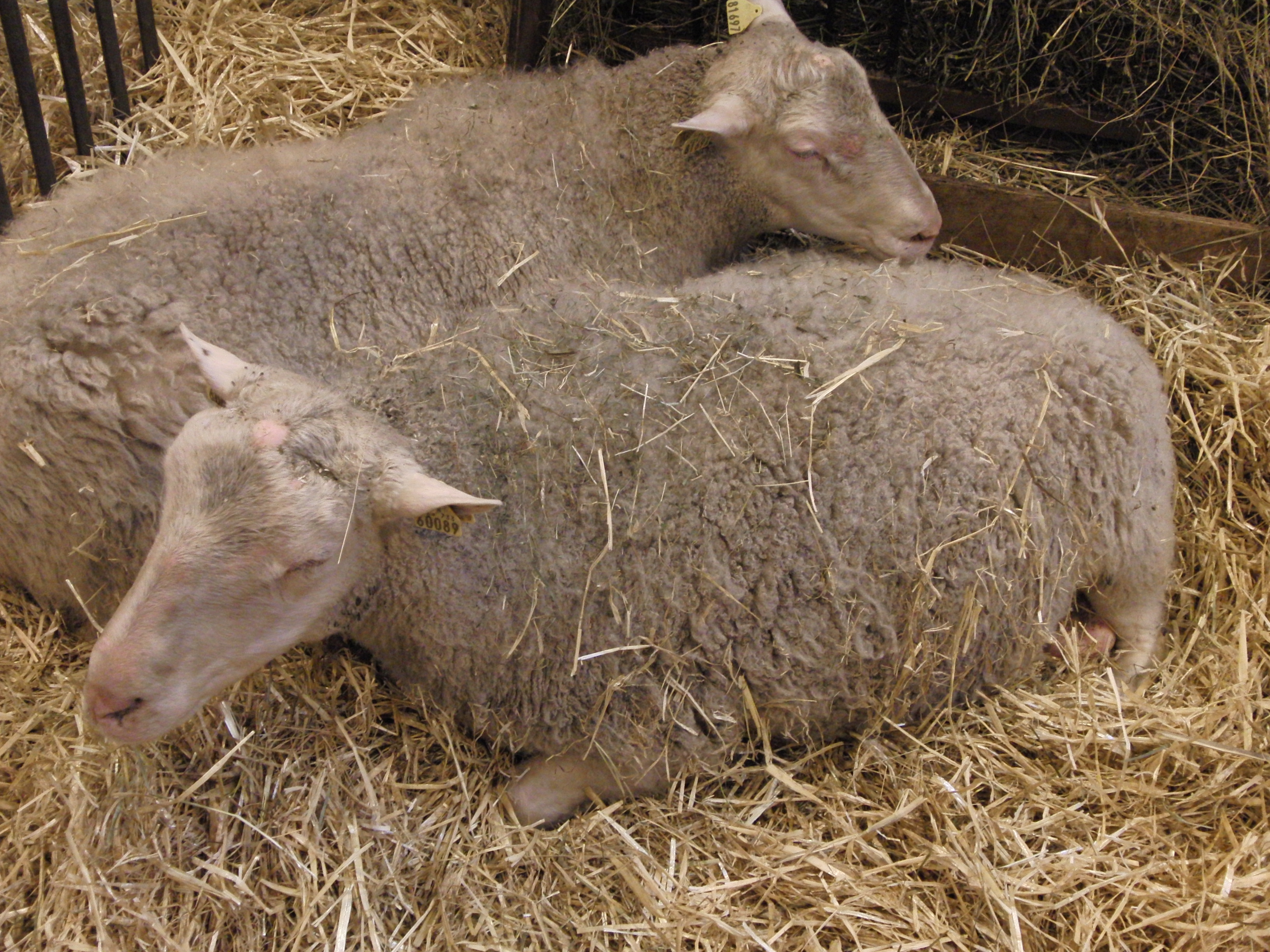

Cừu Phần Lan là một giống cừu nhà có nguồn gốc ở Phần Lan, chúng đặc trưng bởi một tỷ lệ sinh nở rất cao với mức phổ biến cho một lứa của cừu cái là từ ba, bốn, hoặc thậm chí cả năm con chiên cùng một lúc. Tại Bắc Mỹ, một số trường hợp sinh ra bảy con chiên đã xảy ra, và kỷ lục ở Phần Lan là chín con chiên. Các con chiên thường nhỏ, nhưng rất mạnh mẽ khi sinh và phát triển tốt. Những con chiên con trưởng thành sớm và có thể được phối giống lúc sáu tháng tuổi.
Chúng thuộc nhóm của cừu đuôi ngắn Bắc Âu, mà còn bao gồm cừu Shetland, cừu Iceland, cừu Romanov, cừu Na Uy, và một số giống khác. Các con cừu Phần Lan thường được sử dụng trong các chương trình lai tạo giống để tăng tỷ lệ trừu con, và máu của cừu Phần Lan được tìm thấy trong rất nhiều các giống mới. Ở Mỹ, các giống được thúc đẩy bởi các Hiệp hội nhân giống cừu Phần Lan Mỹ. Con cừu đầu tiên được nhập khẩu vào Bắc Mỹ do Đại học Manitoba, Canada vào năm 1966.
Giống cừu này được mang tới Úc do Đại học NSW trong năm 1981 và do Texel Corporation Úc vào năm 1993. cải tiến đáng kể để các giống đã được thực hiện từ năm phù hợp với chúng tốt hơn với các điều kiện của Úc. Loài này đã được sử dụng rộng rãi để lai tạo ra cừu với đặc tính mong muốn khác nhau, nhưng đặc biệt là thịt nạc, sản xuất len tốt hơn và cải thiện khả năng sinh sản.

## Đặc điểm
Cừu Phần Lan có một phạm vi tương tự của màu sắc lông cừu như của Shetland và cừu Iceland. Màu trắng là chủ đạo về mặt di truyền và màu sắc phổ biến nhất. Lốm đốm trắng đen và màu đen (đốm) ở chiên cũng khá phổ biến, trong khi màu nâu, xám và nâu vàng rất khan hiếm ở Mỹ. Dấu hiệu như vớ trắng, đuôi mẹo, vương miện màu trắng hay những lằn mặt bao gồm các mô hình đốm mắt gấu trúc giống, được phổ biến trong màu của cừu Phần Lan.
Cừu Phần Lan ở Úc phổ biến trong màu trắng; len có chiều dài cao cấp, mềm mại, bán kính cong tốt hơn và giảm yếu tố gai. Ở Úc, chất lượng len và chiều dài đã cải thiện rất nhiều đến mức mà bây giờ có những con cừu có thể được cạo sạch hai lần mỗi năm và có đặc điểm len thuận lợi đã được tích hợp rộng rãi vào các bầy cừu Merino. Để tăng khả năng sinh sản của cừu, bằng phương pháp là cho lai các giống địa phương với các giống cừu ngoại sinh sản tốt, cho thịt nhiều như các giống cừu: cừu Romanov, cừu Finish, cừu Charollais, cừu Suffolk, cừu Texel.
Dù chọn lọc về khả năng sinh sản là khá khó khăn, ảnh hưởng của di truyền từ những con đực là khá rõ, cừu đực đã có ảnh hưởng đến số con cai sữa, khối lượng sơ sinh. Riêng số con sơ sinh không bị ảnh hưởng của con đực. Cũng sai khác về số con cai sữa do ảnh hưởng của con đực là 14,2%. Để khắc phục việc hệ số di truyền về khả năng sinh sản thấp ở cừu, lai giữa các giống cũng là một giải pháp khả thi. Sự khác biệt về sinh sản tồn tại giữa các giống và kiểu gen ở cừu, cừu cái cừu Landraceewe Phần Lan sinh sản rất tốt ở Anh, đã sinh 2,0; 3,0 và 3,3 cừu con sinh ra/năm lúc một, hai và ba tuổi
Trán chúng phẳng, xương mũi lồi ra, chúng có hố nước mắt, mõm của chúng mỏng, môi hoạt động, răng cửa sắc, nhờ đó chúng có thể gặm được cỏ mọc thấp và bứt được những lá thân cây mềm mại, hợp khẩu vị trên cao để ăn. Chúng có thói quen đi kiếm ăn theo bầy đàn, tạo thành nhóm lớn trên đồng cỏ. Trong da chúng có nhiều tuyến mồ hôi và tuyến mỡ hơn dê. Bởi thế chúng bài tiết mồ hôi nhiều hơn và các cơ quan hô hấp tham gia tích cực hơn vào quá trình điều tiết nhiệt. Mô mỡ dưới da của chúng phát triển tốt hơn dê và ngược lại ở các cơ bên trong của chúng có ít tích lũy mỡ hơn dê. Chính vì vậy, thịt chúng nhiều nạc hơn thịt dê.

## Chăn nuôi
Chúng có tính bầy đàn cao nên dễ quản lý, chúng thường đi kiếm ăn theo đàn nên việc chăm sóc và quản lý rất thuận lợi. Chúng cũng là loài dễ nuôi, mau lớn, ít tốn công chăm sóc. So với chăn nuôi bò thì chúng là vật nuôi dễ tính hơn, thức ăn của chúng rất đa dạng, thức ăn của chúng là những loại không cạnh tranh với lương thực của người. Chúng là động vật có vú ăn rất nhiều cỏ. Hầu hết chúng gặm cỏ và ăn các loại cỏ khô khác, tránh các phần thực vật có gỗ nhiều. Chúng có chế độ hoạt động ban ngày, ăn từ sáng đến tối, thỉnh thoảng dừng lại để nghỉ ngơi và nhai lại. Đồng cỏ lý tưởng cho chúng như cỏ và cây họ Đậu. Khác với thức ăn gia súc, thức ăn chính của chúng trong mùa đông là cỏ khô.

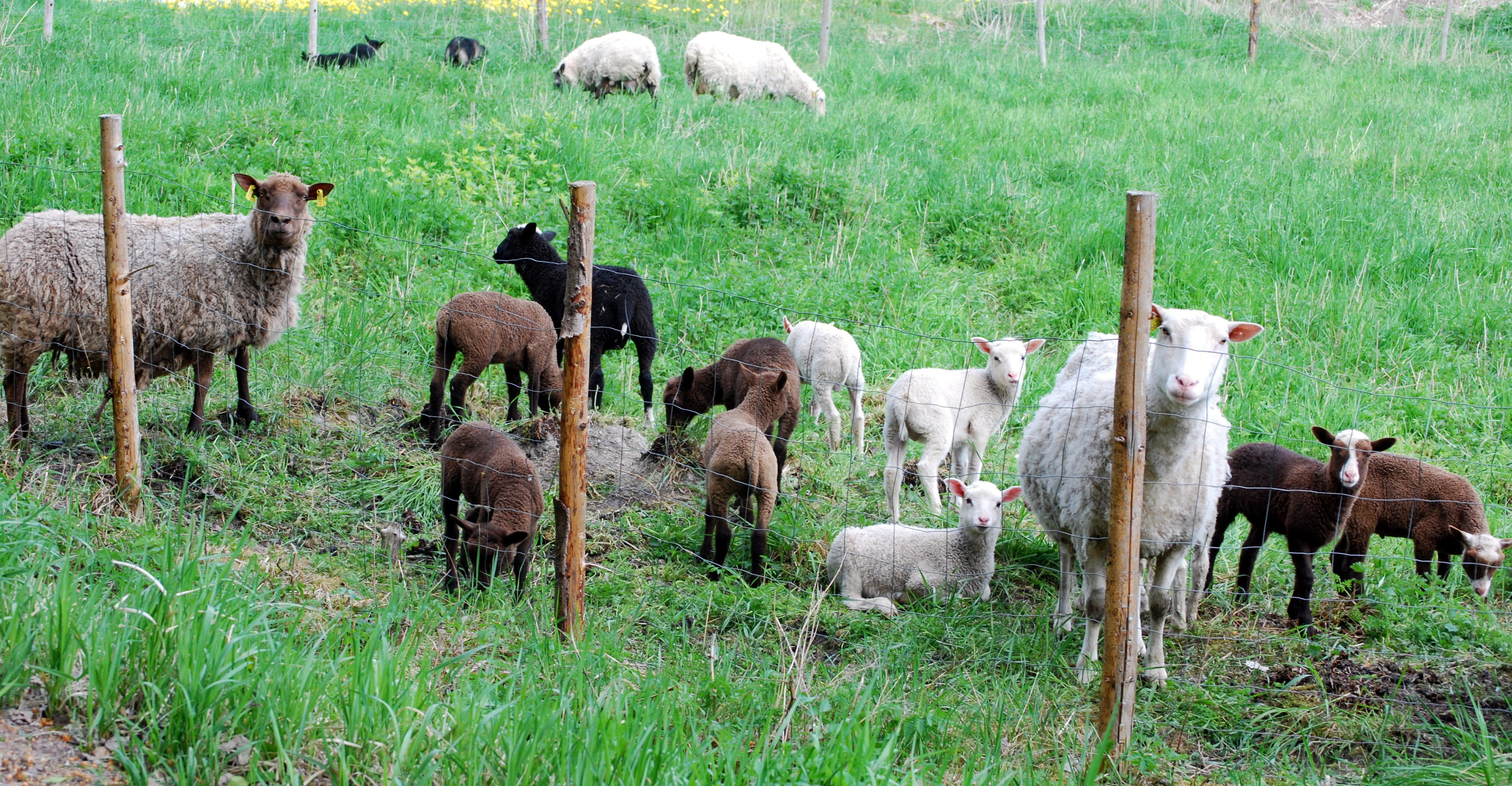
Một đàn cừu Phần Lan

Chúng là loài ăn tạp, có thể ăn được nhiều loại thức ăn bao gồm thức ăn thô xanh các loại như: rơm cỏ tươi, khô, rau, củ quả bầu bí các loại, phế phụ phẩm công nông nghiệp và các loại thức ăn tinh bổ sung như cám gạo ngũ cốc. Mỗi ngày chúng có thể ăn được một lượng thức ăn 15-20% thể trọng. Chúng cần một lượng thức ăn tính theo vật chất khô bằng 3,5% thể trọng. Với nhu cầu 65% vật chất khô từ thức ăn thô xanh (0,91 kg) và 35% vật chất khô từ thức ăn tinh (0,49 kg). Khi cho chúng ăn loại thức ăn thô xanh chứa 20% vật chất khô và thức ăn tinh chứa 90% vật chất khô.
Nguồn nước uống là nhu cầu cơ bản của chúng. Lượng nước cần cho chúng biến động theo mùa và loại và chất lượng thực phẩm mà chúng tiêu thụ. Khi chúng ăn nhiều trong các tháng đầu tiên và có mưa (kể cả sương, khi chúng ăn vào sáng sớm), chúng cần ít nước hơn. Khi chúng ăn nhiều cỏ khô thì chúng cần nhiều nước. Chúng cũng cần uống nước sạch, và có thể không uống nếu nước có tảo hoặc chất cặn. Trong một số khẩu phần ăn của chúng cũng bao gồm các khoáng chất, hoặc trộn với lượng ít.

## Chăm sóc
Sau khi cho phối giống 16-17 ngày mà không có biểu hiện động dục lại là có thể cừu đã có chửa, Căn cứ vào ngày phối giống để chuẩn bị đỡ đẻ cho cừu (thời gian mang thai của cừu 146-150 ngày) nhằm hạn chế cừu sơ sinh bị chết; Có thể bồi dưỡng thêm thức ăn tinh và rau cỏ non cho cừu có chửa nhưng tuyệt đối tránh thức ăn hôi mốc; Khi có dấu hiệu sắp đẻ (bầu vú căng, xuống sữa, sụt mông, âm hộ sưng to, dịch nhờn chảy ra, cào bới sàn...) nên nhốt ở chuồng riêng có lót ổ rơm và chăn dắt gần, tránh đồi dốc.
Thông thường cừu mẹ nằm đẻ nhưng cũng có trường hợp đứng đẻ, tốt nhất nên chuẩn bị đỡ đẻ cho cừu; Sau khi đẻ cừu mẹ tự liếm cho con. Tuy nhiên, vẫn phải lấy khăn sạch lau khô cho cừu con, nhất là ở miệng và mũi cho cừu con dễ thở. Lấy chỉ sạch buộc cuống rốn (cách rốn 4–5 cm), cắt cuống rốn cho cừu con và dùng cồn Iod để sát trùng; Giúp cừu con sơ sinh đứng dậy bú sữa đầu càng sớm càng tốt (vì trong sữa đầu có nhiều kháng thể tự nhiên); Đẻ xong cho cừu mẹ uống nước thoải mái (có pha đường 1% hoặc muối 0.5%)
Cừu con trong 10 ngày đầu sau khi đẻ cừu con bú sữa mẹ tự do; Từ 11-21 ngày tuổi cừu con bú mẹ 3 lần/ngày, nên tập cho cừu con ăn thêm thức ăn tinh và cỏ non, ngon; 80-90 ngày tuổi có thể cai sữa. Giai đoạn này phải có cỏ tươi non, ngon cho cừu con để kích thích bộ máy tiêu hóa phát triển (đặc biệt là dạ cỏ) và bù đắp lượng dinh dưỡng thiếu hụt do sữa mẹ cung cấp không đủ; Cừu sinh trưởng và phát triển nhanh, mạnh ở giai đoạn này.